# 4-ヒドロキシ-3-ポリプレニル安息香酸デカルボキシラーゼ
4-ヒドロキシ-3-ポリプレニル安息香酸デカルボキシラーゼはユビキノンやプラストキノンの生合成に関わる脱炭酸酵素で、次の化学反応を触媒する酵素である。
4-ヒドロキシ-3-ポリプレニル安息香酸 {\displaystyle \rightleftharpoons } 2-ポリプレニルフェノール + CO2
この酵素の基質は4-ヒドロキシ-3-ポリプレニル安息香酸で、生成物は2-ポリプレニルフェノールと二酸化炭素である。組織名は4-hydroxy-3-polyprenylbenzoate carboxy-lyaseである。この酵素はポリプレニル鎖の鎖長に関する特異性を持たない。補因子としてプレニル化FMNを要求する。